# イリヤ・ナイドスキ
イリヤ・ナイドスキ（マケドニア語: Илија Најдоски, セルビア・クロアチア語: Ilija Najdoski、1964年3月26日 - ）は、北マケドニア（旧ユーゴスラビア）の元サッカー選手。ポジションはディフェンダー。

## 経歴
黄金期のレッドスター・ベオグラードでレギュラーを務め、1991年にUEFAチャンピオンズカップ 1990-91優勝とインターコンチネンタルカップ 1991優勝を果たした。ユーゴスラビア代表としては1990年から1992年まで11試合に出場し、1992年にはUEFA EURO '92のメンバーに選出されたがユーゴスラビア紛争の制裁として出場権を剥奪された。

## タイトル

### レッドスター・ベオグラード
- ユーゴスラビア・プルヴァ・リーガ：1987-88, 1989-90, 1990-91, 1991-92
- ユーゴスラビアカップ：1989-90
- UEFAチャンピオンズカップ：1990-91
- インターコンチネンタルカップ：1991